# Michelle Winters
Michelle Winters (* 1972 in Saint John, New Brunswick) ist eine kanadische Schriftstellerin und Übersetzerin. Sie lebt in Toronto.

## Leben und Schaffen
Winters ist ein Gründungsmitglied von Just in a Bowl Productions und wirkte als Koautorin und Darstellerin an den Theaterstücken Unsinkable (2000) und The Hungarian Suicide Duel (2002) mit. Ihre Kurzgeschichte Toupée war 2011 für den Journey Prize nominiert. Ihr 2016 erschienener Debütroman I Am a Truck stand 2017 auf der Shortlist für den Giller Prize. Der Roman greift Konflikte der anglo- und frankophonen Kulturen Kanadas auf und aktualisiert dabei satirisch das Leitmotiv des diskursprägenden Romans Two Solitudes (1945) von Hugh MacLennan.

## Werke (Auswahl)
- I Am a Truck (Roman), Invisible Publishing, Picton 2016 ISBN 978-1-9267-4378-3
  - Ich bin ein Laster, Verlag Klaus Wagenbach, Berlin 2020, ISBN 978-3-8031-1352-8
- “The Canadian Grotesque”, in: Taddle Creek, Nr. 30 (Sommer 2013).
- “Maintenance to six”, in: Dragnet Magazin, Nr. 8 (2013).
- “Toupée”, in: Sharon Bala et al. (Hg.), The Journey Prize Stories 30: The Best of Canada's New Writers, McClelland & Stewart, Toronto 2018, ISBN 978-0-7710-5075-6

## Übersetzungen
- Marie-Ève Comtois, My Planet of Kites (Je Te Trouve Belle Mon Homme) mit Stuart Ross, Mansfield Press, Toronto 2014, ISBN 978-1-7712-6061-9
- Marie-Hélène Larochelle, Daniil and Vanya (Daniil et Vanya), Invisible Publishing, Picton 2020 ISBN 978-1-9887-8457-1